# Christiania kongelige Borgergarde
Christiania kongelige Borgergarde (från 1812; tidigare kallad Christiania ridende Borgergarde) var stadsmilis i Oslo, inrättad 1789 och avskaffad 1881. 